# Jonas Matthias Kjellenberg
Jonas Matthias Kjellenberg, född 10 juli 1793 i Vårdsbergs församling, Östergötlands län, död 13 maj 1844 i Gårdeby församling, Östergötlands län, var en svensk präst.

## Biografi
Kjellenberg föddes 1793 i Västerviks församling. Han var son till kyrkoherden i Odensvi församling. Kjellenberg blev höstterminen 1812 student vid Uppsala universitet och prästvigdes 20 oktober 1816 till brukspredikant vid Bruzaholm i Ingatorps församling. Kjellenberg blev 25 augusti 1818 extra ordinarie bataljonspredikant vid Kalmar regemente. Från 28 april 1824 till 4 juli 1831 var han vikarierande pastor i Sankt Olofs församling, Norrköping och avlade 6 juni 1828 pastoralexamen. Kjellenberg blev 26 januari 1829 kunglig hovpredikant och 1 juni 1831 regementspastor vid Skånska dragonregementet. Han blev 1 november 1834 fältprost och 15 augusti 1832 kyrkoherde i Gårdeby församling. Kjellenberg avled 1844 i Gårdeby församling.

### Familj
Kjellenberg gifte sig 30 juni 1840 med Anna Ulrica Ringström (född 1822). De fick tillsammans barnen Ulla Mathilda Maria Kjellenberg (född 1842) och Hedda Anna Fredrica Kjellenberg (född 1844). Efter Jonas Matthias Kjellenberg död gifte Anna Ulrica Ringström om sig med inspektorn Eric Magnus Ericsson på Gällersta i Närke.